# Pullularia prototropha
Pullularia prototropha är en svampart som beskrevs av Bulanov & Malama 1965. Pullularia prototropha ingår i släktet Pullularia och familjen Dothioraceae.   Inga underarter finns listade i Catalogue of Life.